# Piliocolobus gordonorum
Il colobo rosso degli Udzungwa o colobo rosso dell'Iringa  (Piliocolobus gordonorum Matschie, 1900) è un primate catarrino della famiglia dei Cercopitecidi.

## Distribuzione
È endemico dei Monti Udzungwa e nella valle di Kilombero, in Tanzania. Predilige le aree di foresta pluviale montana, in prossimità di fonti permanenti di acqua. Si pensa che ne vivano all'incirca 15.000 esemplari.

## Descrizione

### Dimensioni
Misura fino a un metro e mezzo di lunghezza, di cui più della metà spetta alla lunga coda, per un peso di 6–8 kg.

### Aspetto
Questi animali hanno una corporatura magra e slanciata. Il pelo è nero lucido sul dorso e sulla parte esterna degli arti, mentre il ventre è bianco: la parte interna degli arti, il quarto posteriore e la vistosa cresta sulla sommità del cranio sono invece rossi.

## Biologia
Si tratta di animali diurni ed arboricoli, che vivono in gruppi che possono arrivare a contare 85 individui, pur rimanendo solitamente al di sotto delle 50 unità. Tali gruppi sono costituiti da alcuni maschi, femmine solitamente in numero maggiore rispetto a questi ultimi (tuttavia non in rapporti paragonabili a quelli di altre specie congeneri) e numerosi cuccioli: sia fra i maschi che fra le femmine vige una ferrea gerarchia, che si traduce in maggiore o minore opportunità di accoppiarsi o di trovare buoni giacigli per la notte e nella priorità o meno nell'accesso al cibo e nelle operazioni di grooming.

### Alimentazione
Si tratta di animali perlopiù folivori, che prediligono le foglie giovani e tenere ed i germogli: tuttavia, non disdegnano ogni tanto di mangiare frutti e fiori. Come tutti i colobi, possiedono uno stomaco compartimentato, simile come struttura a quello dei ruminanti, atto a digerire per il maggior tempo possibile il cibo, n modo tale da poter scindere la cellulosa in zuccheri semplici e metabolizzabili.

## Riproduzione
Poco si sa sulla riproduzione di questi animali, tanto più che non ne esistono esemplari in cattività per condurre studi, anche se superficiali: tuttavia, si ritiene che le modalità ed i tempi della riproduzione non differiscano di molto da quelli delle specie congeneri.

## Conservazione
La IUCN red list classifica Piliocolobus gordonorum come specie in pericolo di estinzione.
Parte del suo areale ricade all'interno del Parco nazionale dei monti Udzungwa.